# Donde no van las melodías
«Donde no van las melodías» es el primer sencillo del álbum Ella es tan cargosa de la banda homónima. El lanzamiento de esta canción se realizó el 22 de enero de 2007.

## Video musical
El videoclip empieza con la banda tocando la canción en una habitación con cinco maniquíes, bebiendo tragos y hablándoles a los adoquines, luego los maniquíes se convierten en mujeres de carne y hueso mientras salen del edificio, cuando en el final del video los músicos se convierten en los maniquíes.